# Тубызово
Тубызово — деревня в Кочёвском районе Пермского края. Входит в состав Пелымского сельского поселения. Располагается севернее районного центра, села Кочёво. Расстояние до районного центра составляет 17 км. По данным Всероссийской переписи населения 2010 года, в деревне проживало 8 человек (5 мужчин и 3 женщины).

## История
По данным на 1 июля 1963 года, в деревне проживало 92 человека. Населённый пункт входил в состав Петуховского сельсовета.